# Bichromia

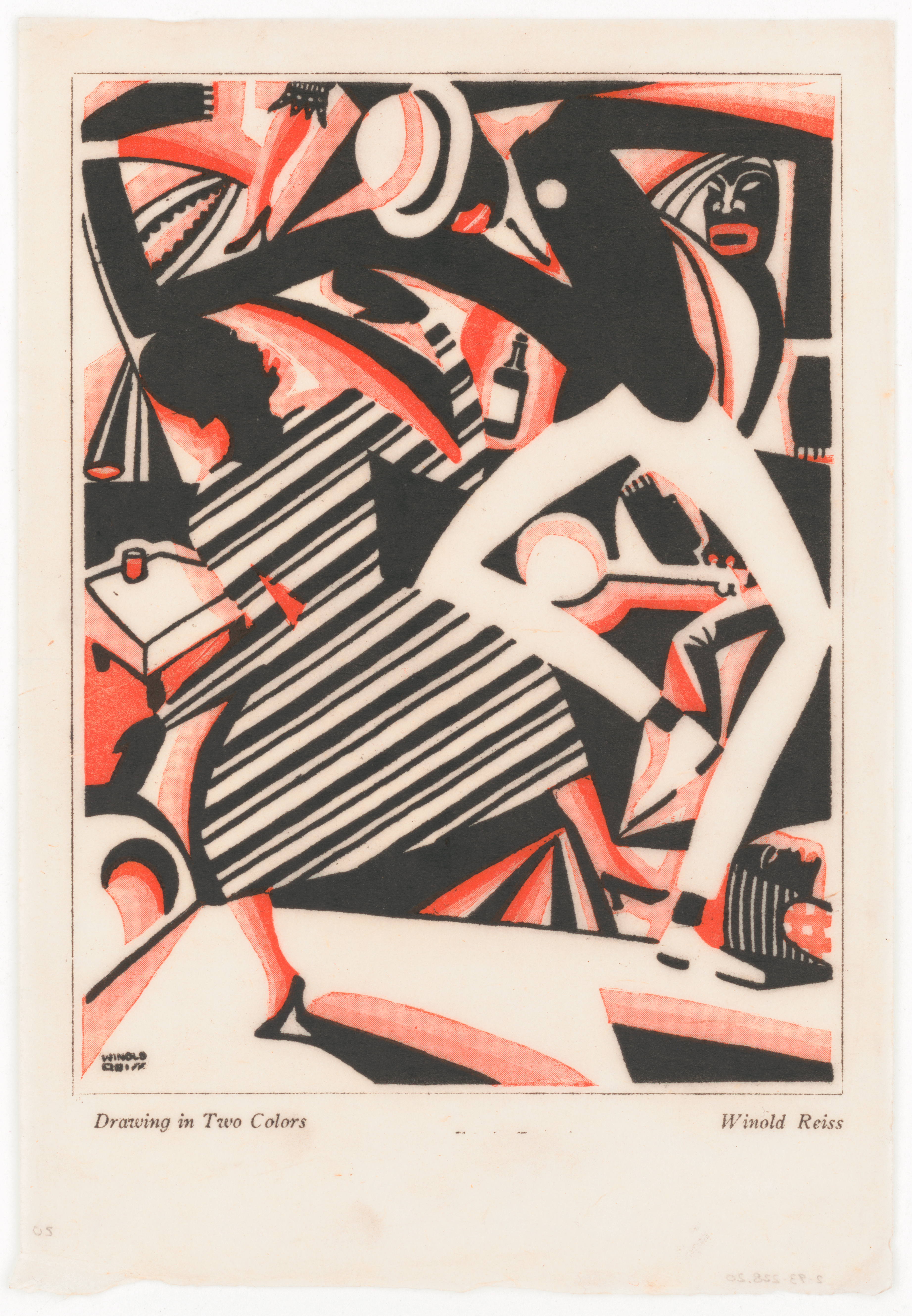
Litografia Winolda Reissa "Rysunek w dwóch kolorach", ok. 1915, druk offsetowy w czerni i czerwieni

Bichromia - to technika drukowania w skali szarości, dwoma kolorami farby, czernią i kolorem specjalnym. Użycie bichromii może być wynikiem potrzeby zwiększenia skali szarości z racji na ograniczenia technologiczne maszyn drukarskich. Zwiększając liczbę farb można mieć do czynienia z trichromią czy kwadrychromią. W fotografii bywa używana bichromia do tworzenia fotografii artystycznej.